# Tinodes oyae
Tinodes oyae is een schietmot uit de familie Psychomyiidae. De soort komt voor in het Palearctisch gebied.